# Petrorhagia macra
Petrorhagia macra är en nejlikväxtart som först beskrevs av Pierre Edmond Boissier och Hausskn., och fick sitt nu gällande namn av Peter William Ball och Heywood. Petrorhagia macra ingår i släktet klippnejlikor, och familjen nejlikväxter. Inga underarter finns listade i Catalogue of Life.